# Oxyrhynchus (género)
Oxyrhynchus es un género de plantas con flores con cinco especies perteneciente a la familia Fabaceae.

## Especies
- Oxyrhynchus alienus
- Oxyrhynchus insularis
- Oxyrhynchus papuanus
- Oxyrhynchus populneus
- Oxyrhynchus trinervius
- Oxyrhynchus volubilis